# (74495) 1999 CD127
(74495) 1999 CD127 – planetoida z pasa głównego asteroid okrążająca Słońce w ciągu 5,45 lat w średniej odległości 3,09 j.a. Odkryta 11 lutego 1999 roku.